# Szántó (település)
Szántó (szlovákul Santovka) község Szlovákiában, a Nyitrai kerület Lévai járásában. Hévmagyarád tartozik hozzá.

## Fekvése
Ipolyságtól 22 km-re északnyugatra, a Búr-patak partján.

## Története
A régészeti leletek tanúsága szerint már a kőkorszakban éltek itt emberek. A régészek a vonaldíszes- és a hévmagyarádi kultúra emlékeit, illetve latén kori emlékeket tártak fel.
A falu első fennmaradt írásos említése 1245-ből, a pilisi ciszterciek határkijelölő okleveléből származik. 1269-ben Zanthow alakban szerepelt, ekkor ajándékozta IV. Béla magyar király a falut a ciszterci apátságnak. 1315-ben Zanto alakban említik.
A falu neve földművelésre kötelezett szolganépekre utal. A ciszterciek már a 15. században iskolát nyitottak a településen. A pilisi apátság egészen Drégely várának 1552. évi elestéig a falu birtokosa, ekkor azonban török uralom alá kerül. 1569-ben ugyan újra visszakapta az apátság, de 1613-ban megint a töröké lett és csak 1643-ban került vissza Szelepcsényi György hercegprímás jóvoltából az apátság birtokába. 1712-ben a velehradi apátság (Morvaország) apátság birtoka volt. 1715-ben 17 jobbágytelek volt a faluban. A ciszterciek 1745-ben kaptak engedélyt templom építésére, amely 1754-re készült el a kolostor épületével együtt. A falu gyógyvize már a 16. század óta ismert, elsősorban ívókúrára hordták el palackozva szerte az országban. Különösen Pestre szállítottak sokat belőle.
A 18. század végén Vályi András szerint: „SZÁNTÓ. Magyar falu Hont Várm. földes Ura a’ Religy. Kintstár, lakosai katolikusok, fekszik Nádashoz nem meszsze, és annak filiája; határja középszerű, borai jók, javai külömbfélék."
1828-ban 46 házában 290 lakos élt. 1850-ben a falu 245 lakosából 108 magyar és 137 szlovák volt.
Fényes Elek 1851-ben kiadott geográfiai szótárában így ír a faluról: „Szántó, magyar-tót falu, Lévához 1 1/2 mfd. Honth vmegyében, 179 kath., 96 evang. lak. Vendégfogadó. Szőlőhegy. Határjában több ásványos vizek találtatnak mellyek még vegytanilag meg nem vizsgáltattak. Savanyu vizét hasznosnak tartja a köznép a gyermek giliszták ellen; – egyébiránt a szarvasmarha is nagyon szereti. F. u. a cisterciták. Van saját postahivatala, s váltás Ipolyság és Báth közt.”
Borovszky monográfiasorozatának Hont vármegyét tárgyaló része szerint: „Szántó, búrmenti magyar kisközség, 66 házzal és 449 túlnyomóan róm. kath. vallású lakossal; vasúti állomása és távirója Ipolyszakáloson, postája helyben van; régiségéről több oklevél emlékezik meg; a 12. században már jelentékeny hely volt, a mit az az oklevél bizonyít, melylyel a falut, 72 zsellérházzal és 40 ekényi földdel, Adorján fia, István, elhalt testvére — Eusidin — e birtokát a garammelléki benczéseknek adományozta. 1428-ban Zantho alakban szerepel a falu neve. A mohácsi vész után a zircz-pilisi apátot e birtokában gyakran megháborgatták. 1541-ben még az apátság birtoka volt, de 1542-ben már Nyáry Ferenc kezén találjuk, a ki 1549-ben is birtokolta. Drégely eleste után Szántó is a török hódoltság körébe esett és három török ur osztozott rajta. 1569-ben ismét a pilisi apát kezébe került, de 1613-ban teljesen áldozatul esett a török hódoltságnak. 1643-ban Szelepcsényi György, a későbbi esztergomi érsek, szerezte meg a birtokot és visszaadatta azt a pilisi apátnak. 1696-ban Illyés András apát 1712-ig terjedő időre bérbe adta a birtokot. A mikor 1712-ben III. Károly király Nezorin Flórián wellehradi cziszterczita apátot nevezte ki pilisi apáttá, Szántó a wellehradi apátság birtokába jutott. Nezorin utóda, Mály József, kezdte meg a szántói templom építését, a melyet 1754-ben fejezett be. A wellehradi apátság eltörlésével (1784.) a pilisi apátság egy időre önállóvá lett, de 1787-ben József császár a pilisi apátságot is eltörölte. A birtokot a beszterczebányai kincstári gazdasági kerülethez csatolták, mignem 1806-ban a visszaállított apátság visszanyerte a jószágot. A szántói híres savanyúvizről 1578 óta vannak adataink. A középkori oklevelek még mélységesen hallgatnak róla és így valószínűleg csak a 16. században fedezték fel a forrást, melynek hiressége azóta mindegyre terjed. Vizét mind hazánkban, mind pedig a külföldön általánosan ismerik és különösen Németországban van nagy keletje. A forrást az apátságtól Konkoly-Thege Sándor bérli, a ki modern gépekkel és fölszereléssel két millió palaczkot töltet a forrásból évenként és állandóan emeli ennek a jeles magyar ásványvíznek a jó hírét. Konkoly-Thege Sándornak csinos kastélya is van a faluban. Szántó határában az Újmajor puszta fekszik.”
A trianoni békediktátumig Hont vármegye Ipolysági járásához tartozott.

## Népessége
| Év:            | 1994. | 2004.   | 2014.    | 2024.   |
| -------------- | ----- | ------- | -------- | ------- |
| Emberek száma: | 904   | 837     | 699      | 655     |
| Eltérés:       |       | -7,41 % | -16,48 % | -6,29 % |

| Év:            | 2023. | 2024.   |
| -------------- | ----- | ------- |
| Emberek száma: | 651   | 655     |
| Eltérés:       |       | +0,61 % |

1880-ban 380 lakosából 141 magyar és 217 szlovák anyanyelvű volt. Hévmagyarád 311 lakosából 186 magyar és 105 szlovák anyanyelvű volt.
1890-ben 420 lakosából 213 magyar és 198 szlovák anyanyelvű volt. Hévmagyarád 332 lakosából 293 magyar és 39 szlovák anyanyelvű volt.
1900-ban 449 lakosából 321 magyar és 128 szlovák anyanyelvű volt. Hévmagyarád 311 lakosából 196 magyar és 106 szlovák anyanyelvű volt.
1910-ben 485 lakosából 381 magyar és 104 szlovák anyanyelvű volt. Hévmagyarád 319 lakosából 243 magyar és 76 szlovák anyanyelvű volt.
1921-ben 473 lakosából 59 magyar és 399 csehszlovák volt. Hévmagyarád 331 lakosából 55 magyar és 274 csehszlovák volt.
1930-ban 580 lakosából 14 magyar és 555 csehszlovák volt. Hévmagyarád 425 lakosából 87 magyar és 311 csehszlovák volt.
1941-ben Hévmagyarád 393 lakosa mind magyar volt.
1970-ben 1247 lakosából 67 magyar és 1167 szlovák volt.
1980-ban 1053 lakosából 77 magyar és 969 szlovák volt.
1991-ben 938 lakosából 89 magyar és 824 szlovák volt.
2001-ben 864 lakosából 756 szlovák és 79 magyar volt.
2011-ben 758 lakosából 658 szlovák és 53 magyar volt.
2021-ben 659 lakosából 33 (+4) magyar, 11 (+2) cigány, 2 ruszin, 582 (+7) szlovák, 9 (+5) egyéb és 22 ismeretlen nemzetiségű volt.

## Neves személyek
- Itt született 1888-ban Konkoly-Thege Sándor mezőgazdasági szakíró.
- Hévmagyarádon született 1791-ben Rédly Károly érseki uradalmi főszámvevő, gazdasági szakíró.
- Itt szolgált Matuska Pál (1917-1985) tiszteletbeli kanonok, esperes, plébános.
- Hévmagyarádon kutatott Visegrádi János (1880-1956) piarista áldozópap és tanár, régész.

## Nevezetességei

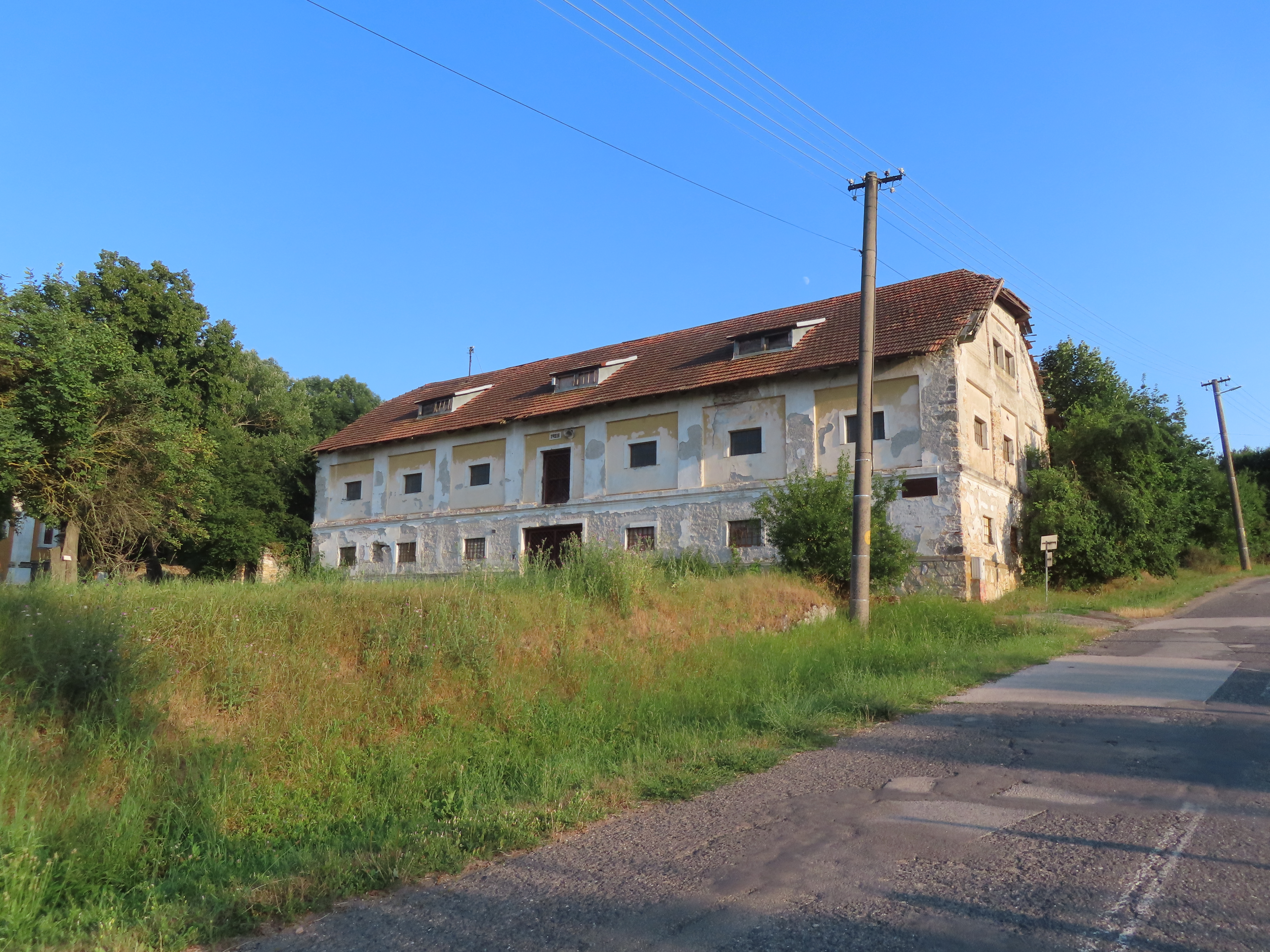

- Gyógyvizéről nevezetes település, négymedencés fürdővel, 26 °C-os vízzel. Ásványvizét „Santovka” néven a mai napig palackozzák. A víz több nemzetközi kiállításon nyert érmet.
- Szűz Mária Mennybemenetele tiszteletére szentelt, római katolikus temploma 1754-ben épült barokk stílusban.
- A ciszterci kolostor a 18. század közepén épült.
- A falu két kastélya szintén 18. századi, a nagyobbik a század közepén, a kisebb 1775-ben épült barokk stílusban.